# Pi de Macedònia
El pi de Macedònia (Pinus peuce) és una espècie de conífera de la família Pinaceae nadiua de les muntanyes de la península balcànica.

## Distribució
Macedònia del Nord, Bulgària, Albània, Montenegro, Kosovo, l'extrem sud-oest de Sèrbia, i l'extrem nord de Grècia, típicament es fan a (600-) 1.000-2.200 (-2.300) m d'altitud. Sovint arriben al límit arbori en aquesta zona.

## Característiques
Els arbres poden fer de 35-40 m d'alt amb un diàmetre del tronc d'uns 1,5 metres. Les fulles, aciculars, es troben en fascicles de 5, fan de 6 a 11 cm de llargada. Les pinyes fan de 8 a 16 cm de llarg i ocasionalment 20 cm.

## Taxonomia

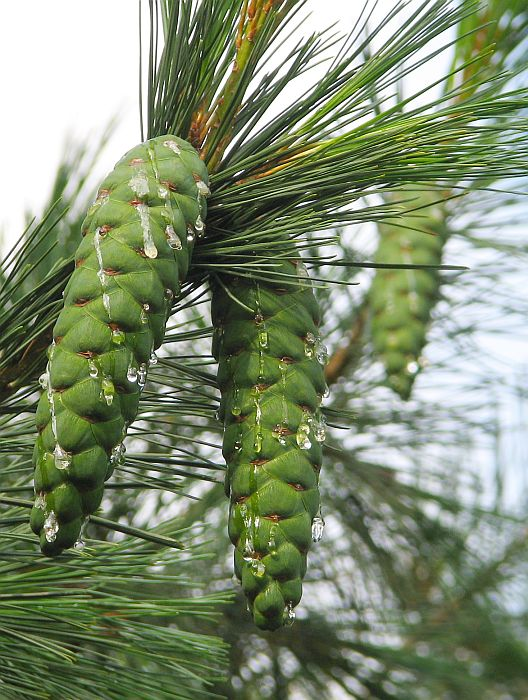
Fulles i pinyes

Entre els seus sinònims es troben Pinus cembra var. fruticosa Griseb., Pinus excelsa var. peuce (Griseb.) Beissn., Pinus peuce var. vermiculata Christ, i pi dels Balcans.